# Murina huttoni
Murina huttoni је врста слепог миша из породице вечерњака (лат. Vespertilionidae).

## Распрострањење
Врста је присутна у Вијетнаму, Индији, Кини, Лаосу, Малезији, Мјанмару, Непалу, Пакистану и Тајланду.

## Станиште
Врста Murina huttoni има станиште на копну.
Врста је по висини распрострањена до 2.500 метара надморске висине.

## Угроженост
Ова врста није угрожена, и наведена је као последња брига јер има широко распрострањење.

### Популациони тренд
Популациони тренд је за ову врсту непознат.